# Newhalen
Newhalen és una població dels Estats Units a l'estat d'Alaska. Segons el cens del 2007 tenia 133 habitants.

## Demografia
Segons el cens del 2000, Newhalen tenia 160 habitants, 39 habitatges, i 37 famílies La densitat de població era de 10,2 habitants/km².
Per edats la població es repartia de la següent manera: un 45% tenia menys de 18 anys, un 9,4% entre 18 i 24, un 20,6% entre 25 i 44, un 20% de 45 a 60 i un 5% 65 anys o més.
L'edat mediana era de 20 anys. Per cada 100 dones hi havia 100 homes. Per cada 100 dones de 18 o més anys hi havia 120 homes.
La renda mediana per habitatge era de 36.250 $ i la renda mediana per família de 35.000 $. Els homes tenien una renda mediana de 38.333 $ mentre que les dones 23.750 $. La renda per capita de la població era de 9.448 $. Aproximadament el 26,7% de les famílies i el 16,3% de la població estaven per davall del llindar de pobresa.

## Poblacions més properes
El següent diagrama mostra les poblacions més properes.